# کوه کوبرو
کوه کوبرو (به انگلیسی: Mount Koubru) یک کوه در هند است که در مانیپور واقع شده‌است. کوه کوبرو ۲٬۵۶۲ متر بالاتر از سطح دریا واقع شده‌است.